# گیم‌سالاد
گیم‌سالاد کریتور (به انگلیسی: Game Salad Creator) یک ابزار نوشتن و انتشار است که توسط شرکت گیم‌سالاد طراحی و توسعه یافته‌است. (قبلاً Gendai Games) هدف اولیه آن ساخت بازی بدون برنامه‌نویسی، در یک محیط Drag & Drop و با استفاده از ویرایشگر بصری و یک سیستم منطقی مبتنی بر رفتار می‌باشد. این ابزار توسط مصرف‌کنندگان حرفه‌ای و متخصصان خلاق مانند طراحان گرافیک، انیماتورها و توسعه دهندگان بازی جهت تسریع در نمونه سازی، ساخت و انتشار بازی‌های کراس پلت فرم و رسانه‌های تعاملی، مورد استفاده قرار می‌گیرد. این نرم‌افزار قابل اجرا بر روی سیستم عامل اواس ددخ جهت تولید بازی برای آیفون می‌باشد. همچنین قابل اجرا بر روی ویندوز است که برای تولید بازی‌های دستگاه‌های اندرویدی بهینه‌سازی شده‌است؛ که بازی‌های توسعه یافته در ویندوز، باید تبدیل به فایل‌های سیستم عامل مک اواس شوند تا در فروشگاه مک اپ، محتوای وب مبتنی بر مرورگر در اچ‌تی‌ام‌ال۵ و برنامه‌های کاربردی اندروید انتشار یابند.